# Wiejskie wesele
Wiejskie wesele, W drodze na ślub (Sveitabrúðkaup) – islandzki film z 2008 roku, pierwszy wyreżyserowany przez montażystkę Valdís Óskarsdóttir.

## Fabuła
Tytułowe wiejskie wesele dotyczy pomysłu młodej pary na to, by wziąć ślub w ulokowanym na wsi kościele. Jednak ze względu na problemy z jego odnalezieniem ceremonia nie może się odbyć o czasie, a goście weselni są coraz bardziej zniecierpliwieni. Panna młoda ze swoją rodziną odbywa podróż innym autokarem niż pan młody ze swoją rodziną.

## Krytyka islandzkiego społeczeństwa
W komediowym stylu reżyserka demaskuje wizerunek Islandczyków, którzy w filmie mają problem z alkoholem i agresją, przerysowując przez to niektóre stereotypy. Ponadto pojawiają się w nim kwestie związane z „zepsutą moralnością”. Córka jednego z bohaterów okazuje się rozwiązła seksualnie, w kontekście religijnego nastawienia członków rodzin, aby ślub odbył się na prowincji. Od alkoholu nie stroni pastor, a jeden z gości weselnych ukrywa się ze swoim homoseksualizmem, przedstawiając partnera jako zaprzyjaźnionego psychologa. W części filmu pojawia się narracja w języku angielskim. W ocenie krytyka filmowego, Sebastiana Jakuba Konefała, swoją stylistyką film próbuje upodobnić się do Dogmy Kevina Smitha.

## Obsada
- Björn Hlynur Haraldsson jako Barði, pan młody
- Ágústa Eva Erlendsdóttir jako Auður
- Ólafur Darri Ólafsson jako Egill
- Nína Dögg Filippusdóttir jako Lára
- Sigurður Sigurjónsson jako Tómas
- Hanna María Karlsdóttir jako Imba
- Kristbjörg Kjeld jako Brynhildur
- Theódór Júliusson jako Lúðvík
- Ingvar Eggert Sigurðsson jako pastor
- Nanna Kristín Magnúsdóttir jako Inga, pani młoda

Źródła: